# Harald Rauchfuß
Harald Rauchfuß (* 9. Februar 1945 in Saaz, auch Harald Rauchfuss) ist ein deutscher Dichterarzt.

## Leben
Rauchfuss promovierte 1971 an der Universität Mainz mit einer Arbeit über Enzyme „des Kohlenhydratstoffwechsels und an Adeninnukleotiden in kernlosen roten Blutzellen des Kaninchens unter einer Hämolyse mit Phenylhydrazin“. Er ist als Neurologe, Psychiater und Psychotherapeut tätig.
Seit 1984 gehört er dem Bundesverband Deutscher Schriftsteller-Ärzte (BDSÄ) an und war von 2008 bis 2016 dessen Präsident. Von 2010 bis 2017 war er zudem Präsident des Weltverbands der Schriftstellerärzte.
Er war auch Vorstandsmitglied der Bayerischen Landesärztekammer von 1994 bis 2002 und der Kassenärztlichen Vereinigung Bayerns von 1990 bis 2001. Rauchfuss ist seit 1981 Mitglied im Rotary-Club Neustadt an der Aisch und engagiert sich in dem 1993 gegründeten Rotary-Hilfswerk Neustadt an der Aisch.

## Werke (Auswahl)
- Satiren haben keinen Sinn. Zwiebelzwerg-Verlag, Willebadessen 1989.
- Wandergänge. Edition L, Lossburg/Schwarzwald 1991.